# Johanna Margarete Stern
Johanna Margarete Stern (geboren am 6. Januar 1874 in Berlin als Johanna Margarete Lippmann; gestorben am 22. Mai 1944 im KZ Auschwitz) war ein Opfer des Holocaust.

## Leben

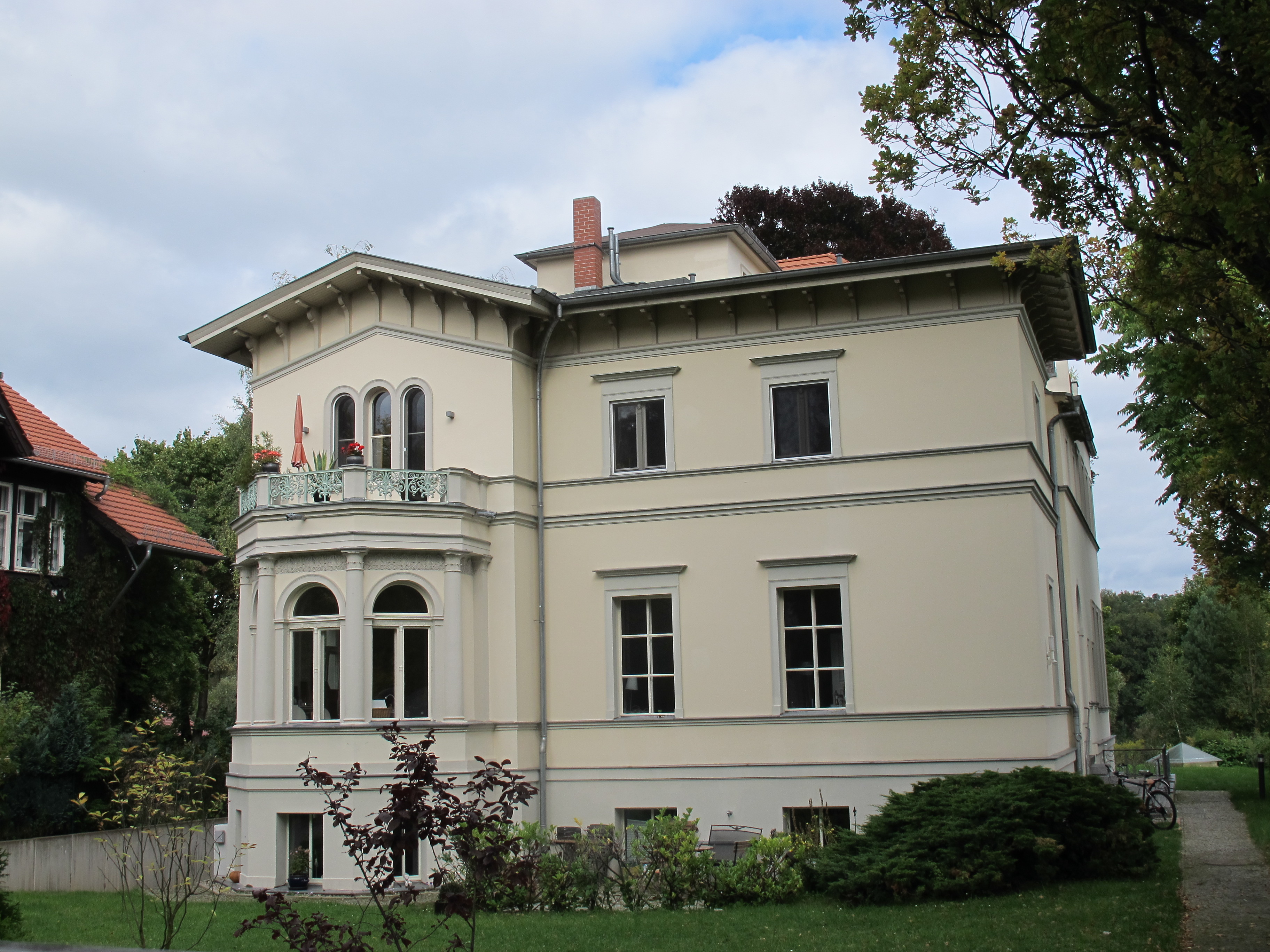
Die Villa Stern in der heutigen Karl-Marx-Straße 3 in Potsdam (2012)

Margarete Stern war eine Tochter des königlichen Sanitätsrats und Doktors der Medizin Theodor Lippmann (1843–1914) und dessen Ehefrau Cäcilie, geb. Gerschel (1850–1918).
Sie war seit dem 17. November 1898 mit Siegbert Samuel Stern verheiratet, der wie sie selbst jüdischen Glaubens war. Von Beruf war er Kaufmann und Mitinhaber der Damenmäntelfabrik Graumann & Stern in der Mohrenstrasse 36, Berlin; privat sammelte er begeistert Kunst. Zwischen 1899 und 1909 brachte sie vier Kinder zur Welt. Das Ehepaar bewohnte ab 1918 direkt am Griebnitzsee in der Villenkolonie Neubabelsberg bei Potsdam die repräsentative Villa Stern in der Kaiserstraße 3 (heute Karl-Marx-Straße). Ab 1920 bauten Siegbert und Johanna Margarete eine Kunstsammlung auf. Das Testament des am 7. August 1935 in Berlin 71-jährig gestorbenen Siegbert Stern führt 144 Kunstwerke auf.
Die Repressalien der Nationalsozialisten gegenüber jüdischen Mitbürgern wurden ab 1933 immer größer. Im Frühjahr 1937 flüchtete Margarete Stern zuerst nach Badenweiler. Als die antijüdischen Aktionen weiter zunahmen, setzte sie die Flucht im Sommer 1938 über die Schweiz nach Amsterdam fort, wo bereits die Familien ihrer Tochter, Annie Regina Vigeveno, sowie ihres Schwagers Albert Stern ansässig waren.
Mit der Verordnung über den Einsatz des jüdischen Vermögens vom 3. Dezember 1938 sollte den Juden die wirtschaftliche Grundlage für ihr Leben in Deutschland entzogen werden. Gewerbebetriebe und Grundstücke mussten verkauft werden. Im Auftrag der Witwe veräußerte der Steuer- und Devisenberater Konstantin Otto Balaszeskul die Villa Stern. Im November 1940 wurde der Kaufvertrag unterzeichnet. Mit dem Verkaufserlös wurde eine Hypothek auf die Villa abgelöst, sodass Margarete Stern nichts von dem Verkauf blieb.
Im Mai 1940 besetzten die Nationalsozialisten die Niederlande. Damit begann das zweite Kapitel der dunklen Geschichte für die Familie Stern. In den ersten Jahren der Besatzung versuchte Margarete Stern, für sich und einige Familienmitglieder ein Ausreisevisum zu erhalten, indem sie der Dienststelle Mühlmann, verantwortlich für die Requirierung von Kunstgegenständen, das Gemälde Porträt von Miss Edith Crowe des Künstlers Henri Fantin-Latour übergab – ein Gemälde, das sie extra zu diesem Zweck für 40.000 Gulden von dem Kunsthändler D'Aurtesch erstanden hatte. Die Ausreisevisa wurden trotzdem nicht ausgestellt.
1941 wurde Margarete Stern von den Nazis als staatenlos erklärt. Sie versteckte sich, wurde jedoch im April 1943 gefunden, festgenommen und in das KZ Auschwitz deportiert. Dort wurde sie am 22. Mai 1944 ermordet. Mit ihr starb auch ihre 1909 geborene Tochter Louise Henriette sowie deren Ehemann Herbert Emil Leopold Hayn – deren Tochter überlebte in einem Versteck in Amsterdam. Die anderen Kinder von Margarete Stern-Lippmann haben den Krieg überlebt.

## Gedenken

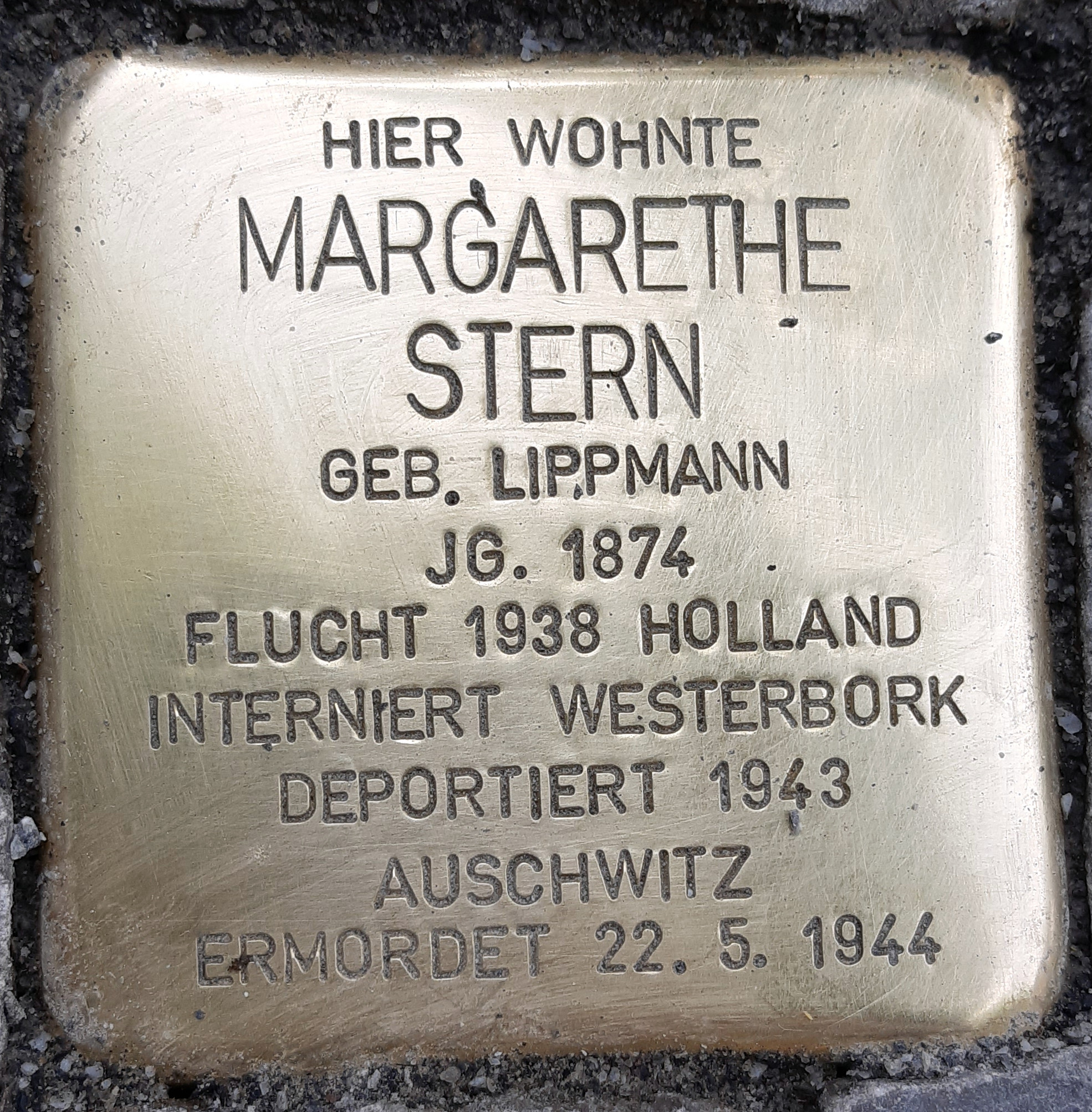
Stolperstein für Margarete Stern (2022), hier mit abweichender Schreibweise des Vornamens

Johanna Margarete Stern wurde in der Zentralen Datenbank der Namen der Holocaustopfer der israelischen Holocaust-Gedenkstätte Yad Vashem und im Gedenkbuch – Opfer der Verfolgung der Juden unter der nationalsozialistischen Gewaltherrschaft 1933–1945 erfasst.
Auch in der niederländischen Opfer-Datenbank Nationale Database Vervolgingsslachtoffers (NDVS) ist ihr Name enthalten.
Am 19. Mai 2022 wurde in Erinnerung an Margarete Stern vor ihrem ehemaligen Wohnhaus in Potsdam-Babelsberg ein Stolperstein verlegt.
In Bussum liegt ebenfalls ein Stolperstein für sie.

## Restitution von Gemälden und weiterem Eigentum
Das Gemälde von Henri Fantin-Latour wurde 1949 den Erben von Margarete Stern zurückgegeben.
Nach dem Mauerfall 1989 erfolgte die Restitution der Villa Stern an die Erben der Margarete Stern.
Im Jahre 2006 verhandelte man über die Rückgabe eines der 144 Gemälde der Familie Stern, das als Raubkunst 1942 seinen Weg zurück in das Deutsche Reich (Museum in Karlsruhe) gefunden hatte. Als Ergebnis erfolgte die Forderung der Rückführung des Gemäldes The Circumcision von Jan Baegert, auch genannt der Meister von Cappenberg.
2014 wurde eine Suchmeldung nach einem Gemälde von Max Liebermann mit dem Titel Reiter am Strande aus dem Besitz der Familie Stern veröffentlicht.
2018 veröffentlichte das niederländische Restitutionskomitee eine weitere Forderung auf Rückgabe. Diesmal betraf es das Bild Murnau mit Kirche II von Wassily Kandinsky, das in einem Museum in Eindhoven hing. 2022 wurde dieses Gemälde an die Erben zurückgegeben, die es im März 2023 bei Sotheby’s in London versteigern ließen.
Suchanfragen für über 100 Gemälde sind heute noch offen (Stand 2022).